# Budika
Budika (eng. Boudica ili Boudicca, †60. ili 61. godine) bila je kraljica Icena i drugih britanskih plemena. Predvodila je pobunu protiv rimskih osvajača u Britaniji 60. i 61. godine za vrijeme vladavine cara Nerona, u kojoj je ubijeno 70 000 Rimljana. No, pobuna je ipak ugušena, a Budika po Tacitu počinila samoubojstvo. Ove događaje opisuju dva povjesničara, Tacit u svojim „Analima” i „Životu Julija Agricole” i Dion Kasije Kokcejan u svojoj „Rimskoj povijesti”. Njezin suprug, Prasutagus, icenski kralj koji je vladao kao neovisni saveznik Rima, oporukom je svoje kraljevstvo zajedno sa svojim kćerima ostavio rimskom caru, ali kada je umro, njegova je volja ignorirana, vjerojatno zato što Rimljani, za razliku od Brita nisu priznavali žensku djecu za nasljednike. Kraljevstvo je anektirano i osvojeno, Budika bičevana, a njezine kćeri silovane.
Godine 60. ili 61., dok je rimski guverner Gaj Svetonije Paulin, vodio rat na otoku Anglesey u Sjevernom Walesu, Budika je povela Icene, Trinovante i druga plemena u pobunu protiv Rimljana. Uništili su Camulodunum (sada Colchester), koji je prije bio glavni grad Trinovanata, a sada rimska kolonija u koju su slani rimski vojnici. To je također bilo mjesto hrama deificiranog bivšeg cara Klaudija, koji je izgrađen i održavan na račun lokalnog stanovništva.
Kada je Svetonije Paulin čuo za ustanak, požurio je u Londinium (danas London), trgovački grad koji nije imao ni dvadeset godina, a koji je bio sljedeća meta ustanika. Međutim, ubrzo je shvatio da nema dovoljno ljudi da ga obrani, pa ga je evakuirao i napustio. Londinium je spaljen i sravnjen sa zemljom, kao i Verulamium (danas St Albans). Procjenjuje se da je u ta tri grada ubijeno oko 70.000 – 80.000 ljudi. Svetonije Paulin u međuvremenu je pregrupirao svoje snage u Zapadnom Midlandsu i iako je imao neusporedivo manje vojnika, porazio je Budiku u bitci kod Watling Streeta. Kriza koja je tada nastala navela je cara Nerona da počne razmišljati o mogućem povlačenju i napuštanju Britanskog otočja, no Svetonijeva pobjeda nad Budikom osigurava daljnju kontrolu Rimskog Carstva nad provincijom. Budika se tada ili ubila da izbjegne zarobljavanje (prema Tacitu), ili je umrla od bolesti (prema Dion Kasiju Kokcejanu).
Povijest ovih događaja koju su zabilježili Tacit i Dion Kasije Kokcejan izvučena je iz zaborava kada je legenda oživljena tijekom viktorijanskog doba, kada je kraljica Viktorija identificirana s Budikom. Od tada do danas, Budika je postala važan kulturni simbol Ujedinjenog Kraljevstva i njegovog kasnijeg otpora osvajačima s europskog kontinenta. Budika je i dalje važan kulturni simbol u Walesu, a njezin mramorni kip stoji u gradskoj vijećnici u Cardiffu. Smatra se jednom od velikana u Walesu i neki je navode kao heroinu velških Kelta.